# Leão de Queroneia
O Leão de Queroneia é um monumento erguido na periferia da cidade de Queroneia, na Grécia, para homenagear os guerreiros tebanos mortos na Batalha de Queroneia de 338 a.C., lutando contra as forças de Filipe II da Macedônia. 
Data do século IV a.C., e possivelmente foi erguido logo depois da batalha. Diz uma tradição que foi mandado construir pelo próprio Filipe, sensibilizado pela coragem dos guerreiros, mas a veracidade dessa história é debatida.
Foi redescoberto em 3 de junho de 1818 pelo arquiteto inglês George Ledwell Taylor e seus amigos, os arquitetos John Sanders, William Purser e Edward Cresy, que passeavam a cavalo em direção às ruínas da cidade antiga de Queroneia, usando como guia a Descrição da Grécia de Pausânias. No caminho, o cavalo de Taylor tropeçou num bloco de mármore. Examinando a pedra, Taylor percebeu que era esculpida, e chamou alguns aldeãos da redondeza para ajudá-lo a desenterrá-la. A pedra revelou ser uma grande cabeça de leão, logo outras partes da estátua foram encontradas em torno, e também os remanescentes de um pedestal. O monumento logo foi reconhecido como sendo o mesmo que Pausânias disse ter sido erguido nesta área, mas que na sua época já se encontrava soterrado, e cuja localização precisa se perdera.
Taylor desistiu da ideia de levar consigo os fragmentos devido ao seu grande volume, e mandou enterrar tudo novamente. Voltando a Atenas, notificou o cônsul britânico e outras autoridades e solicitou ao escritório do Almirantado autorização para carregar os fragmentos para Londres em um dos navios ingleses, mas a permissão foi negada. Pouco depois mobilizou a Dilettanti Society, uma associação de eruditos, em busca de ajuda, que tampouco foi conseguida. Na mesma época a descoberta foi anunciada na Literary Gazette. Durante a Guerra de Independência Grega os fragmentos haviam sido novamente expostos e o pedestal sofreu sérios danos. Em 1879 uma escavação descobriu que o monumento se localizava junto a uma câmara quadrangular, provavelmente parte de um antigo tumulus, ora desaparecido, onde foram achadas ossadas de 254 pessoas, dispostas em fileiras ordenadas. O conjunto continuou desmantelado até o fim do século XIX.
Finalmente, em 1902 o governo grego autorizou o restauro, com financiamento da Ordem de Queroneia. Foi organizada uma escavação científica, que descobriu nas proximidades quase todos os fragmentos faltantes e resíduos de uma pira funerária, onde os mortos devem ter sido cremados. Foi criado um novo pedestal e no mesmo ano o leão, restaurado, era instalado no topo. A estátua do leão tem 3,8 metros de altura, e o pedestal, 3 metros. O leão foi talhado em mármore da Beócia, mas não era peça monolítica, sendo criado em várias partes, com um interior oco. Geralmente se aceita que as ossadas encontradas na câmara junto ao monumento pertencem aos guerreiros que integravam o Batalhão Sagrado de Tebas. Uma cópia do monumento foi instalada na Praça Pitágoras em Samos.